# Musée Škoda
Le musée Škoda est un musée de l’automobile situé à Mladá Boleslav, à proximité immédiate des usines Škoda. 

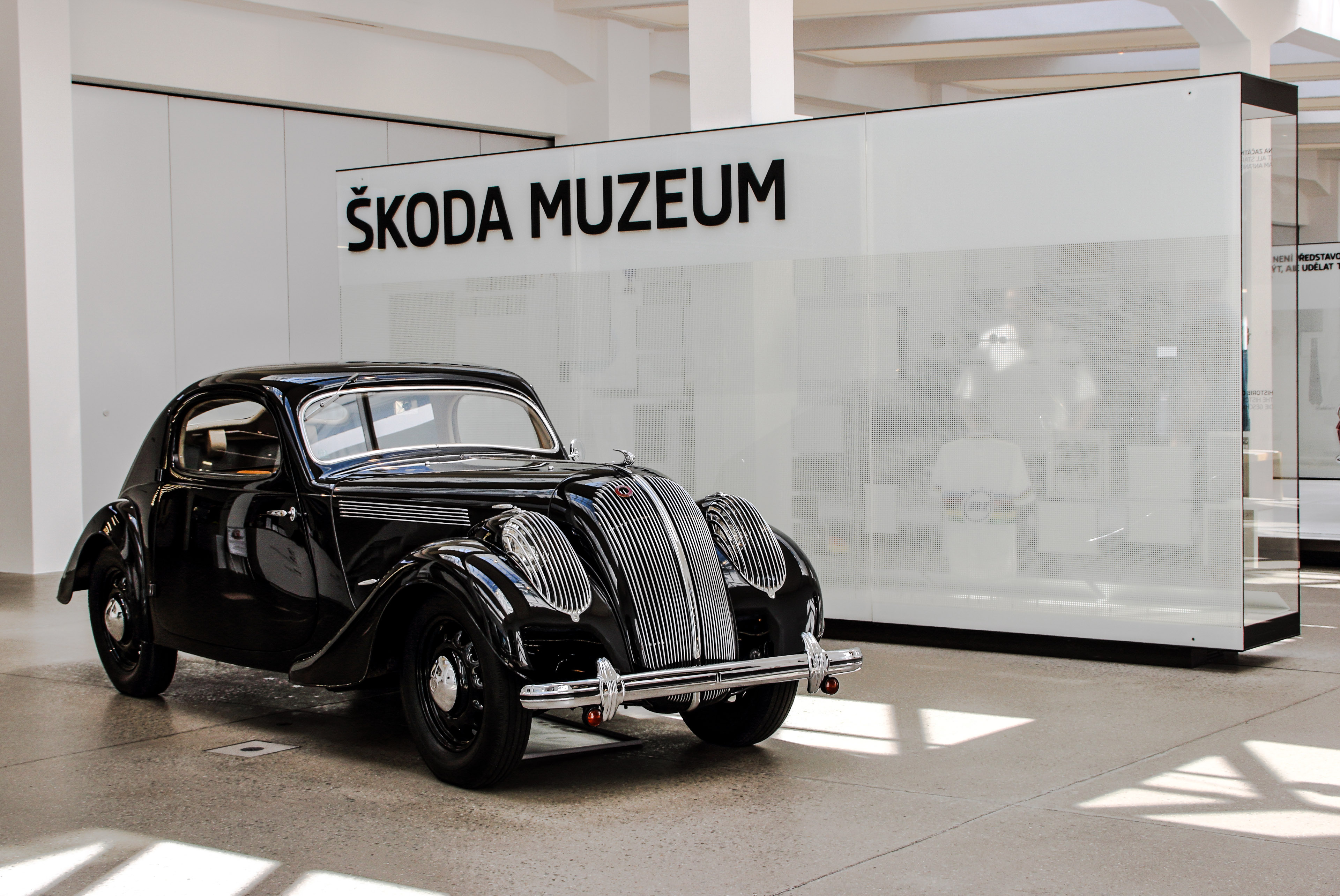
À l'entrée, un modèle de sport : la Škoda 418 Monte Carlo.

## Historique de la marque

### Laurin & Klement
L'usine de bicyclettes Laurin & Klement ouvrit ses portes le 18 décembre 1895 et occupait l'emplacement de l'actuel musée. À l'époque, Laurin & Klement était le plus gros producteur de bicyclettes du pays. Dès 1896, l'usine se mit à fabriquer des motos, et à partir de 1905, des autos.

### Škoda
En 1925, Laurin & Klement fut rachetée par le groupe industriel Škoda, dont le siège se trouvait à Plzeň. La branche automobile fut nationalisée à la fin de la Deuxième Guerre mondiale, puis re-privatisée en 1990 et est aujourd'hui, sous la raison sociale Škoda Auto, une entreprise du groupe Volkswagen.

## Le musée
Jusqu'en 2012, le musée s'étalait sur plusieurs ateliers,  exposant principalement des autos postérieures à 1945. À cause du manque d'espace, les véhicules étaient souvent remplacés par des modèles réduits.
Les bâtiments sont les ateliers de l'ancienne usine, construits entre 1898 et 1912. Une activité de fabrication s'y est maintenue jusque dans les années 1970. Après neuf mois de travaux, le musée a rouvert ses portes le 26 novembre 2012. Il s'étend aujourd'hui sur 1 800 m2 et expose 45 autos et plusieurs raretés.
Les nouvelles salles ont leurs murs peints en blanc, avec un parquet de chêne, et l'ordonnance intérieure a été adaptée suivant une progression : « Tradition », « Évolution » et « Précision », autour d'une salle d'exposition centrale. La collection compte 300 véhicules, dont la remise en état a pris chaque fois entre 1800 à 5000 heures d'atelier.

## Les collections
Les collections sont réparties en trois secteurs, dans des espaces séparés.
La section « Évolution » présente les productions les premiers vélos, motos, tricycles, depuis la première voiture (1906) développant 7 ch, jusqu'aux conceptions les plus récentes. On peut voir aussi une voiture de course 720 Spider, une 1100 OHC et une Super-Sport Ferat. 
La division « Tradition » présente des voitures de différentes époques, la part prise par Škoda dans le sport automobile, l'évolution du logo et les personnalités et événements associés à la marque.
Dans la dernière section « Précision », les visiteurs peuvent assister à la construction d'une automobile historique à divers stades de développement.

### Les vélos Laurin & Klement
L'histoire de la Société Laurin & Klement est présentée dès l'entrée du musée. Ce prédécesseur de Škoda avait longtemps été le plus gros producteur de deux-roues en Bohême.
On constate que les bicyclettes, comme plus tard les motos et les voitures, incorporaient de moins en moins d'innovations techniques pour s'adapter à la consommation de masse. Les bicyclettes du début du XXe siècle apr. J.-C. étaient encore dépourvues de dérailleur et étaient équipées, comme dans presque tout le monde germanique, de l'habituel frein à rétropédalage de Fichtel & Sachs.

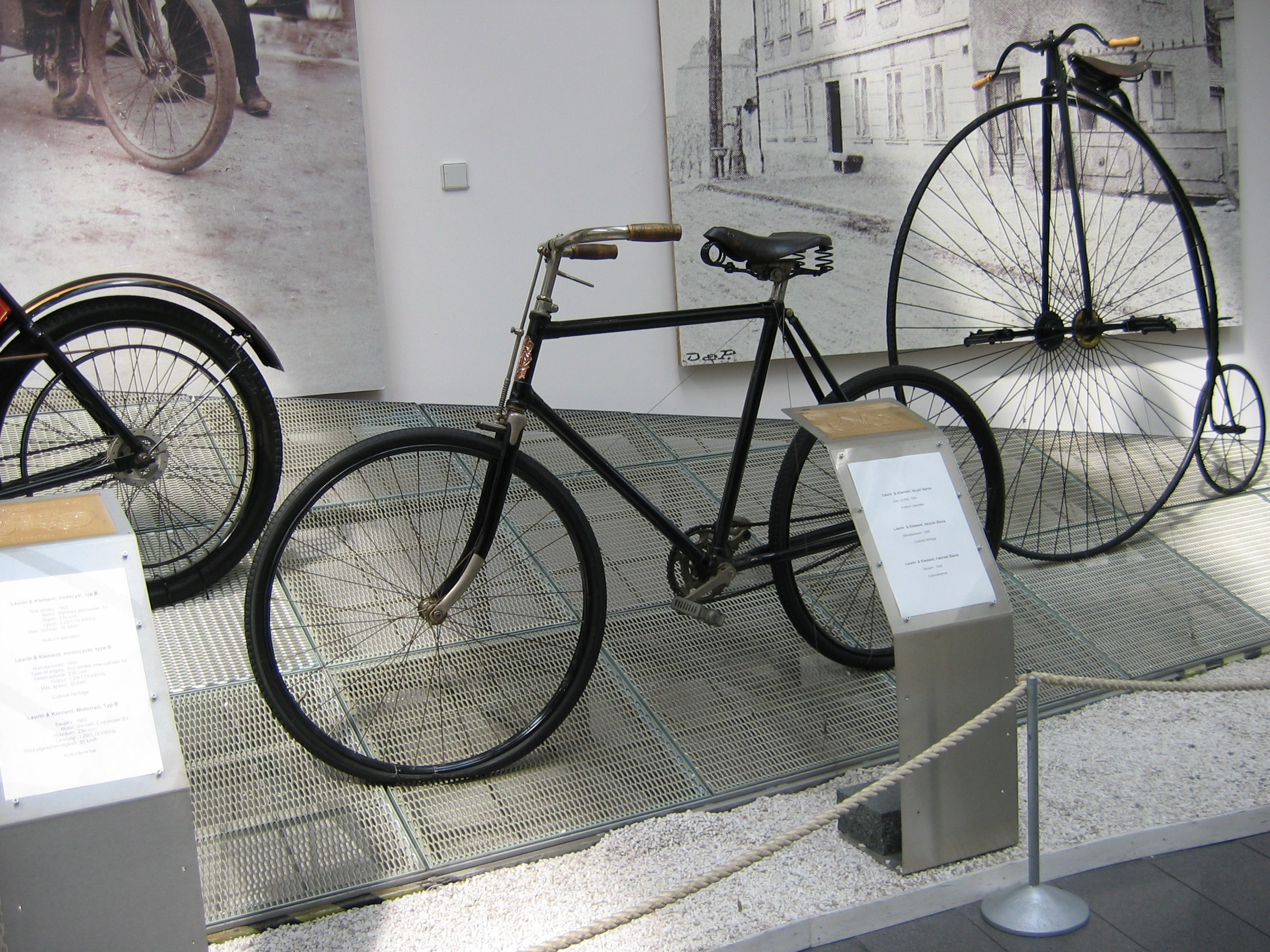
vélos Laurin & Klement
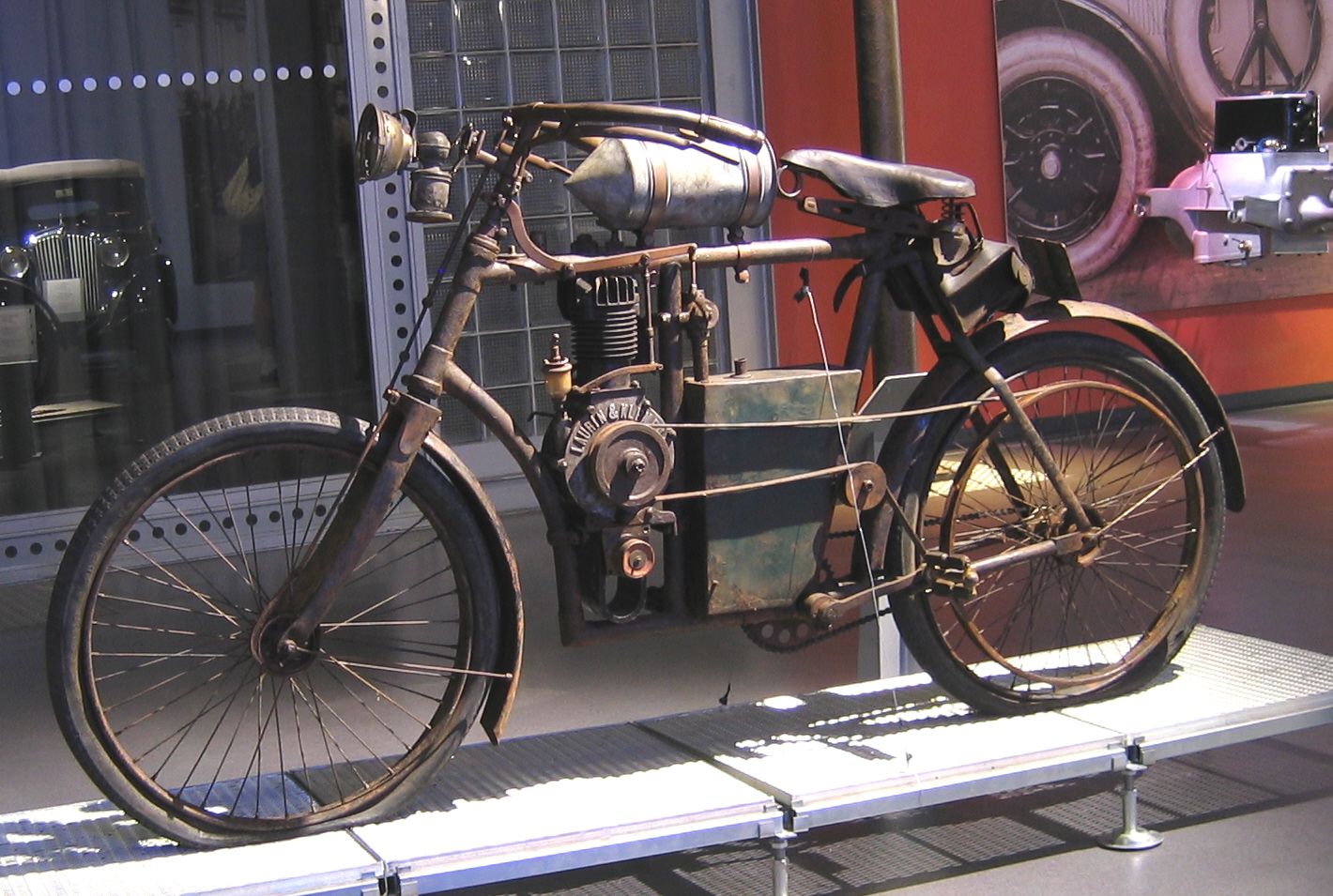
Motos Laurin & Klement

### Automobiles Škoda

Avant 1945
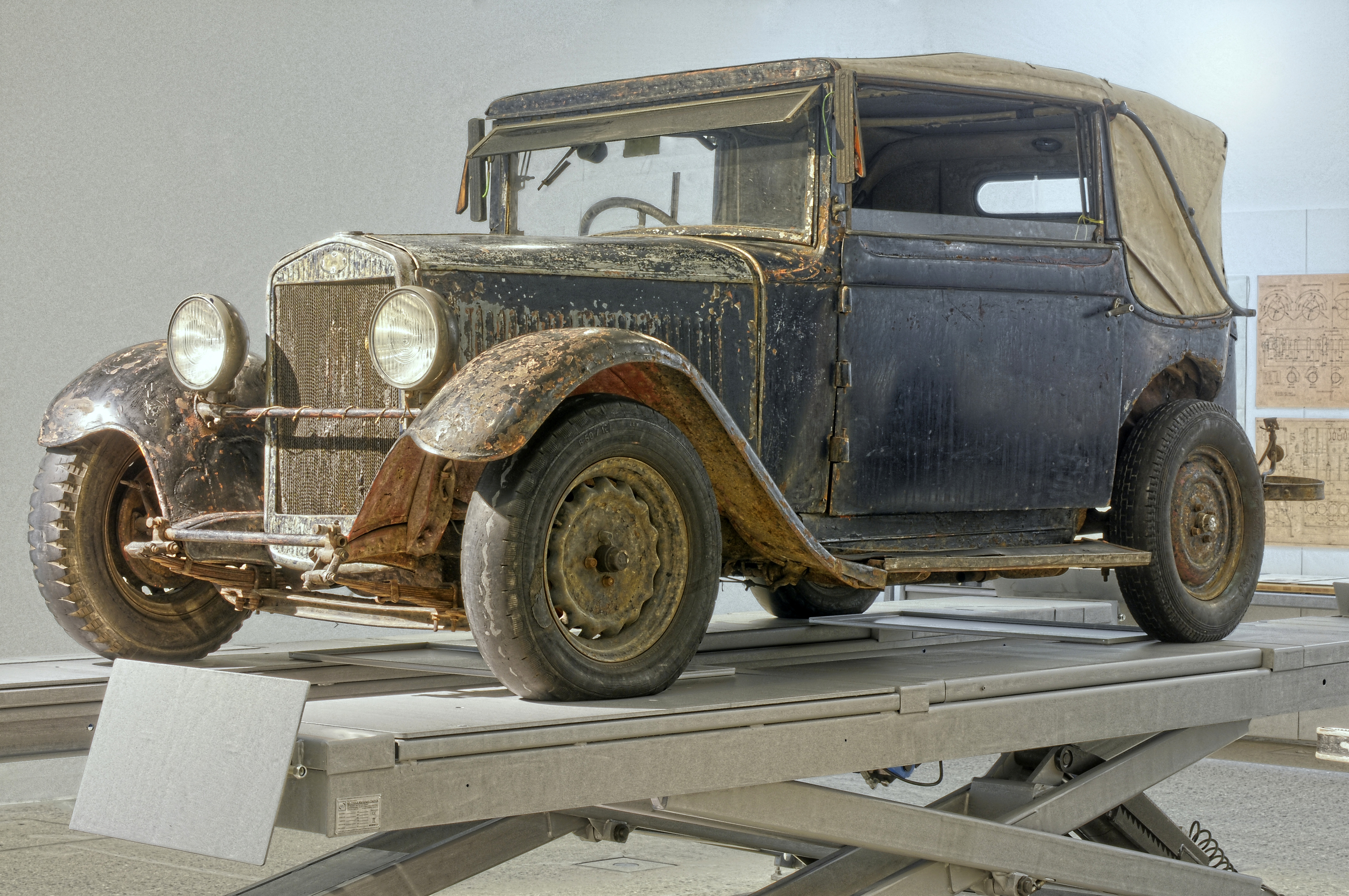
Škoda 422
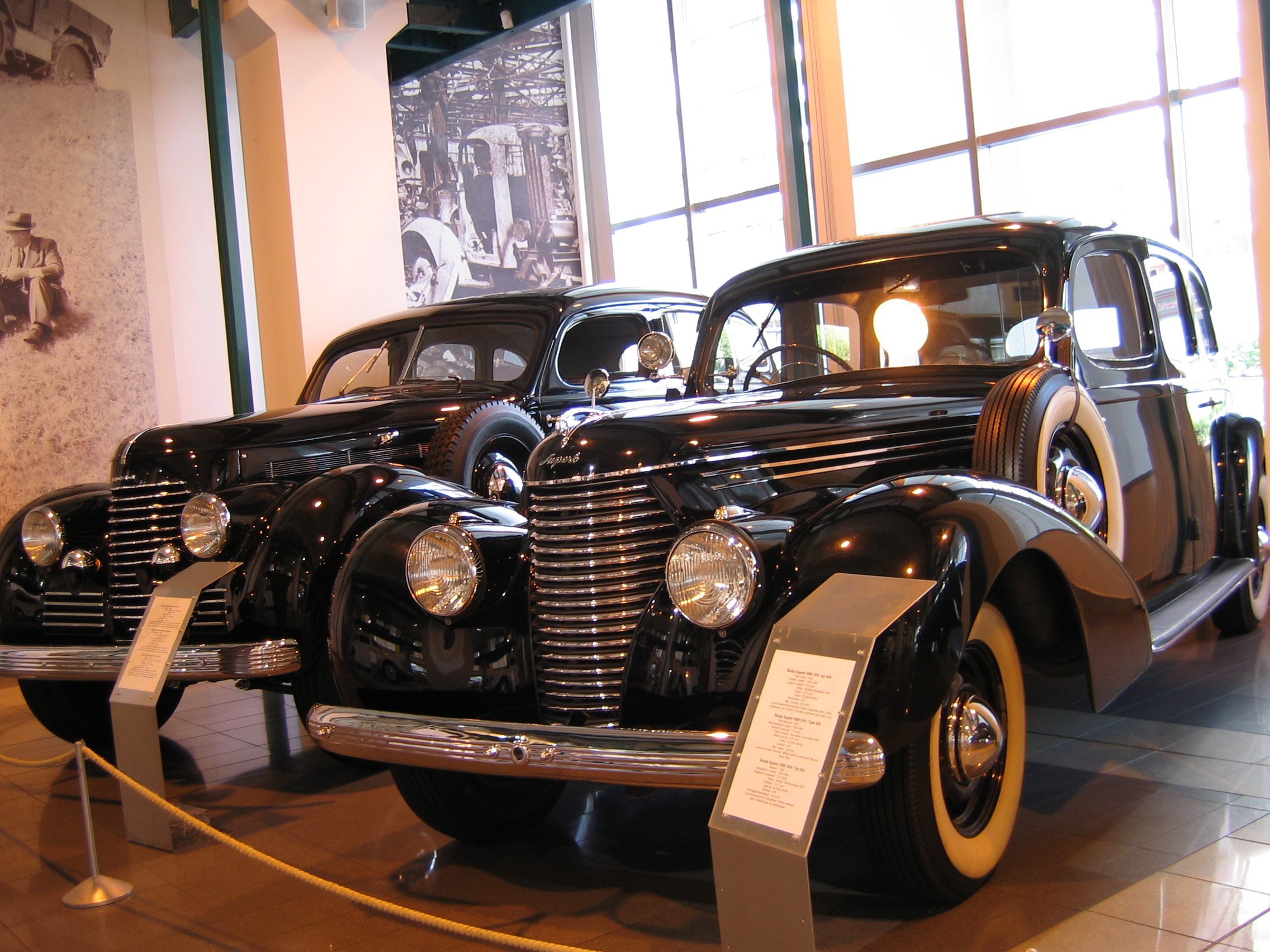
Škoda Superb (1934-1949)

Škoda n'expose qu’un petit nombre de modèles de luxe, comme l'Hispano Suiza 25/100 ou la Škoda VOS.

Après 1945
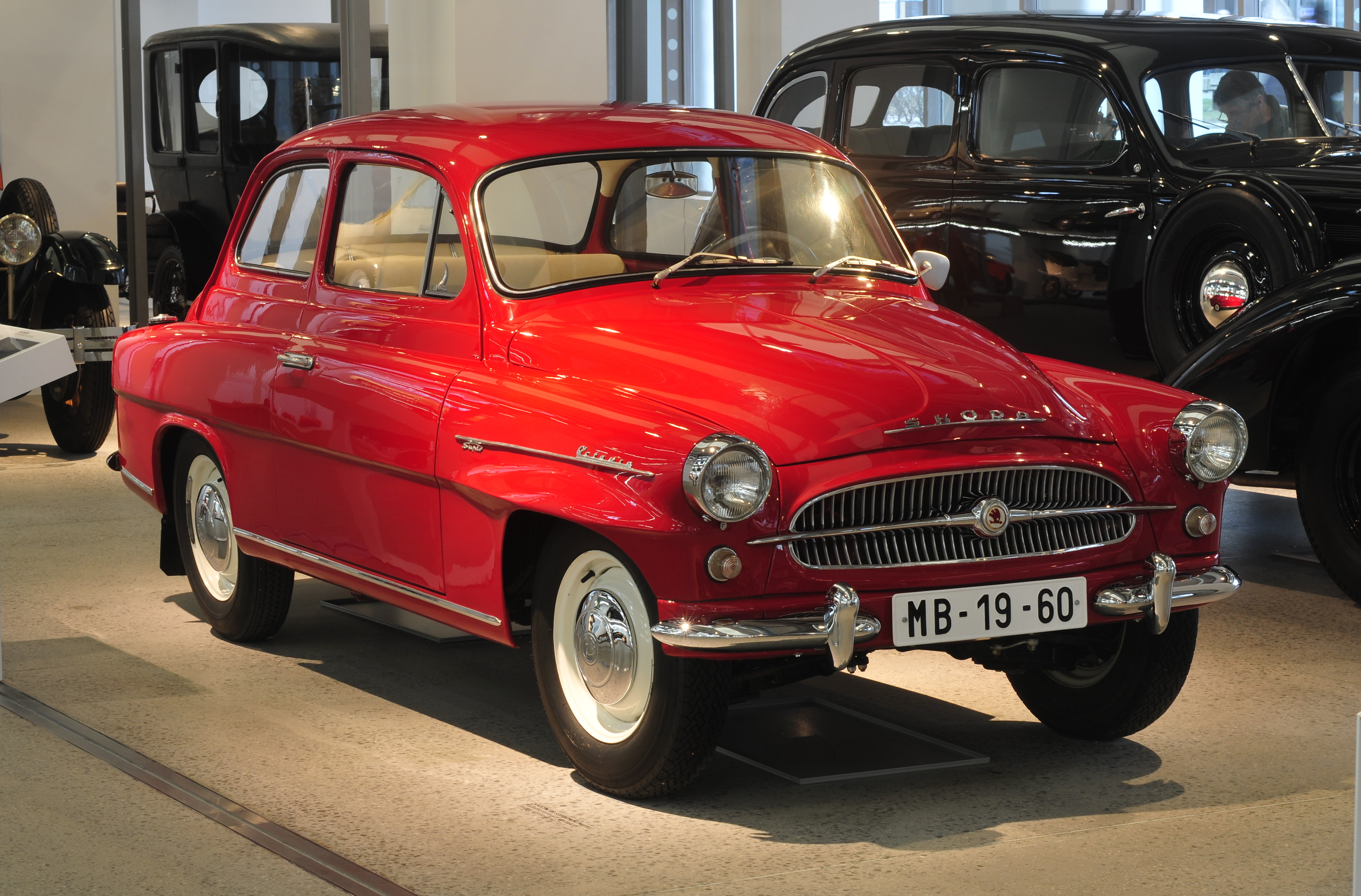
Škoda Octavia
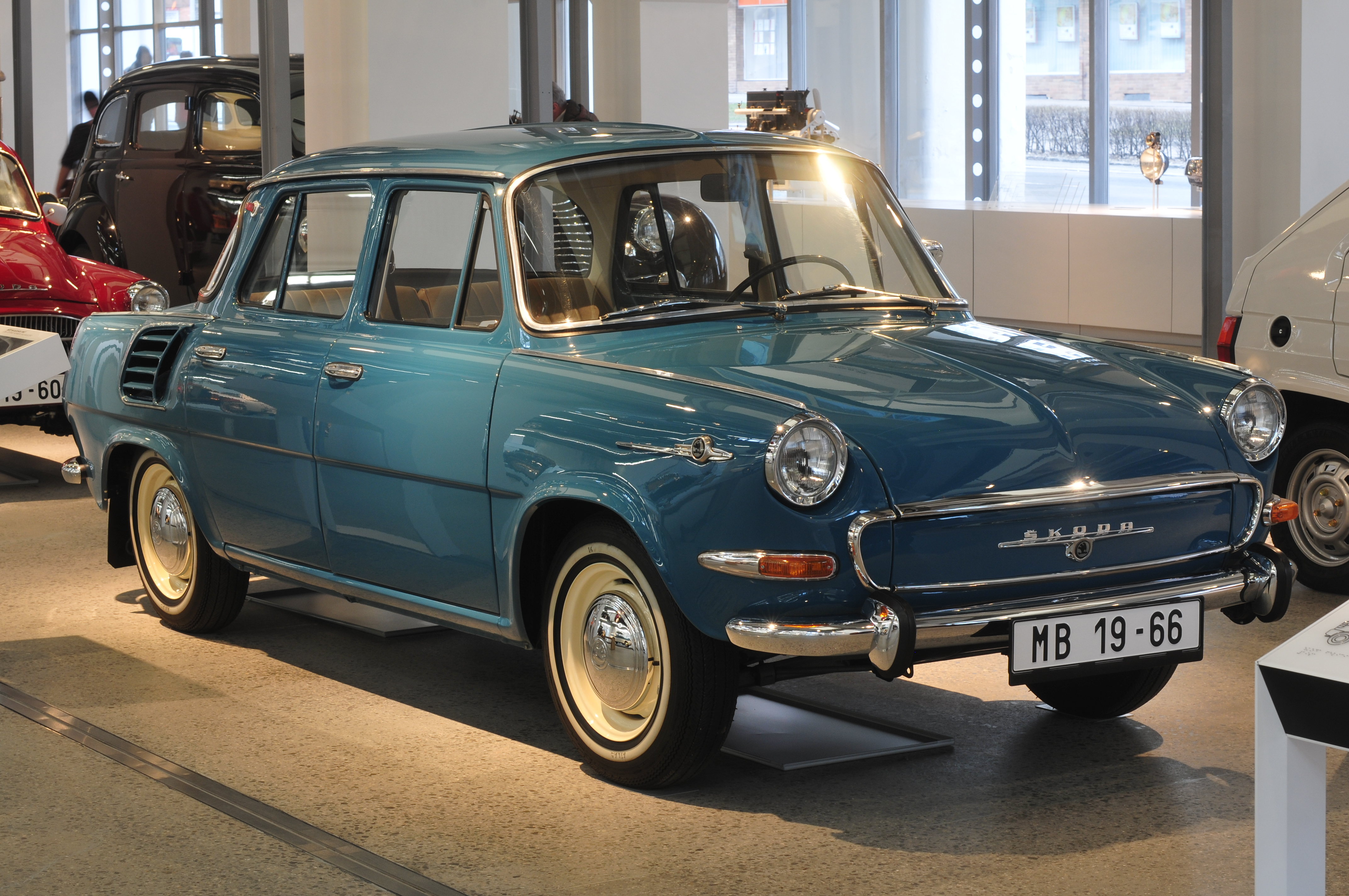
Škoda 1000 MB

### Prototypes et voitures de sport

Prototypes et voitures de course
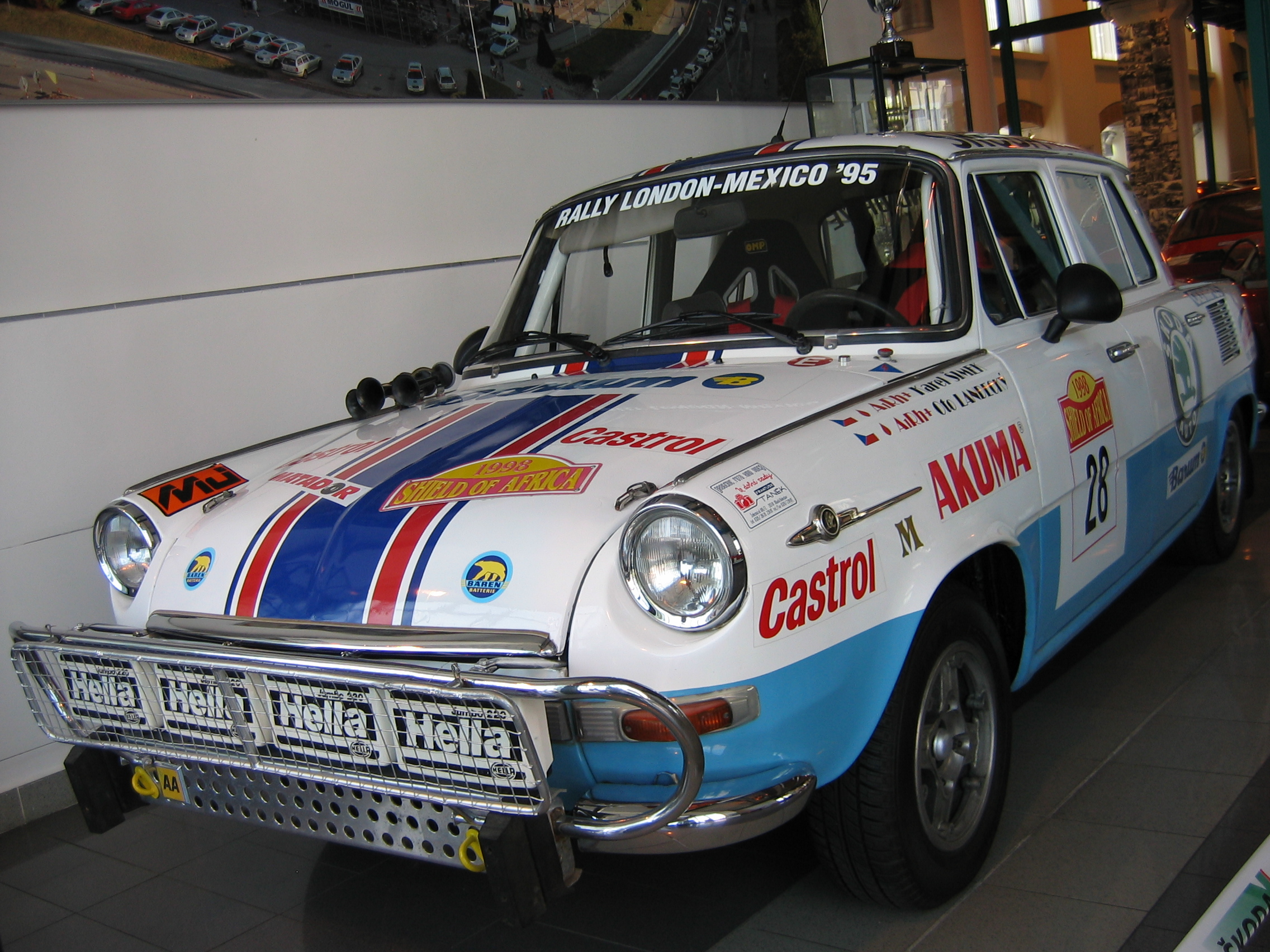
Škoda 1000 MB cross-country
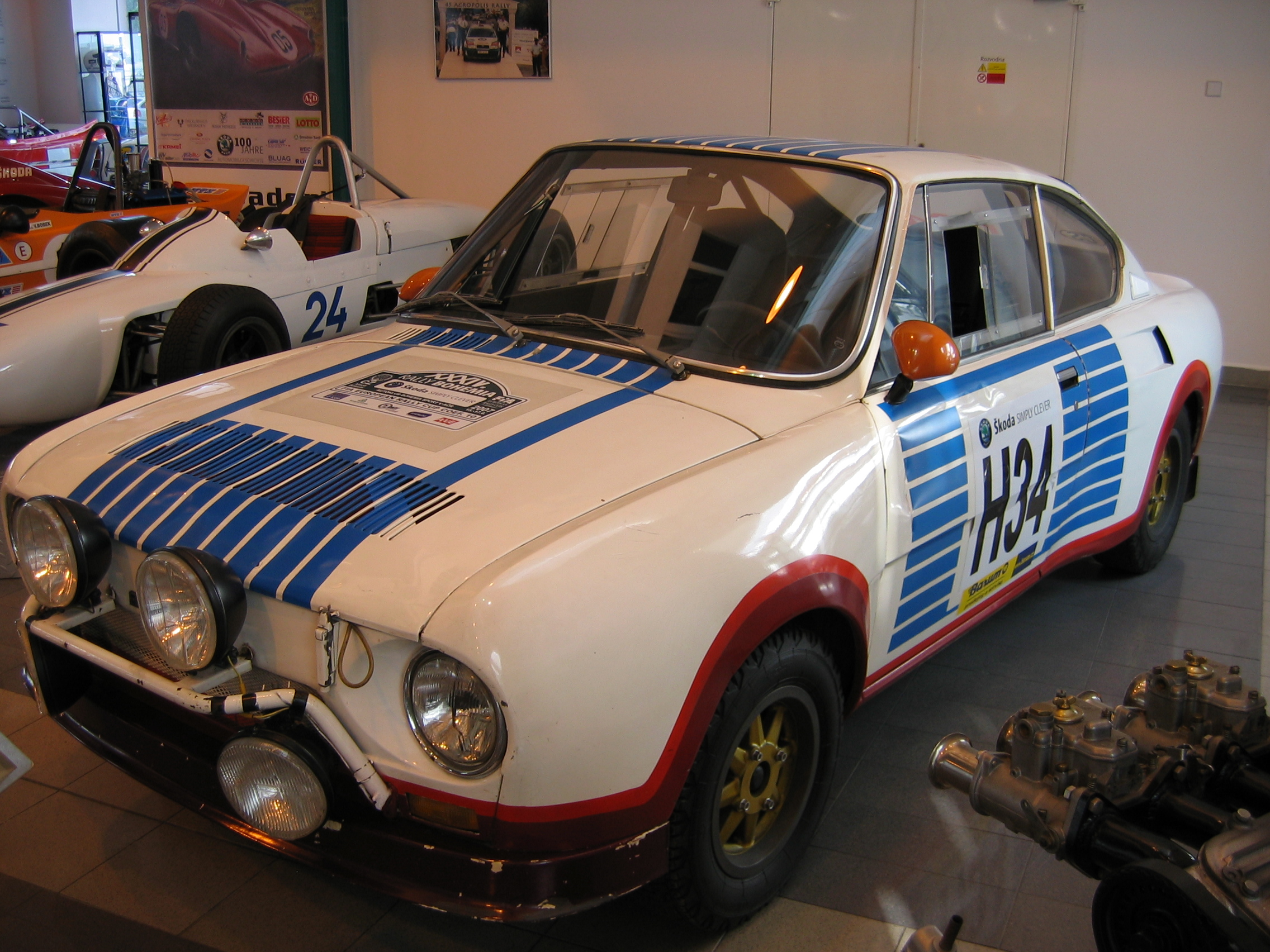
Škoda 110 R
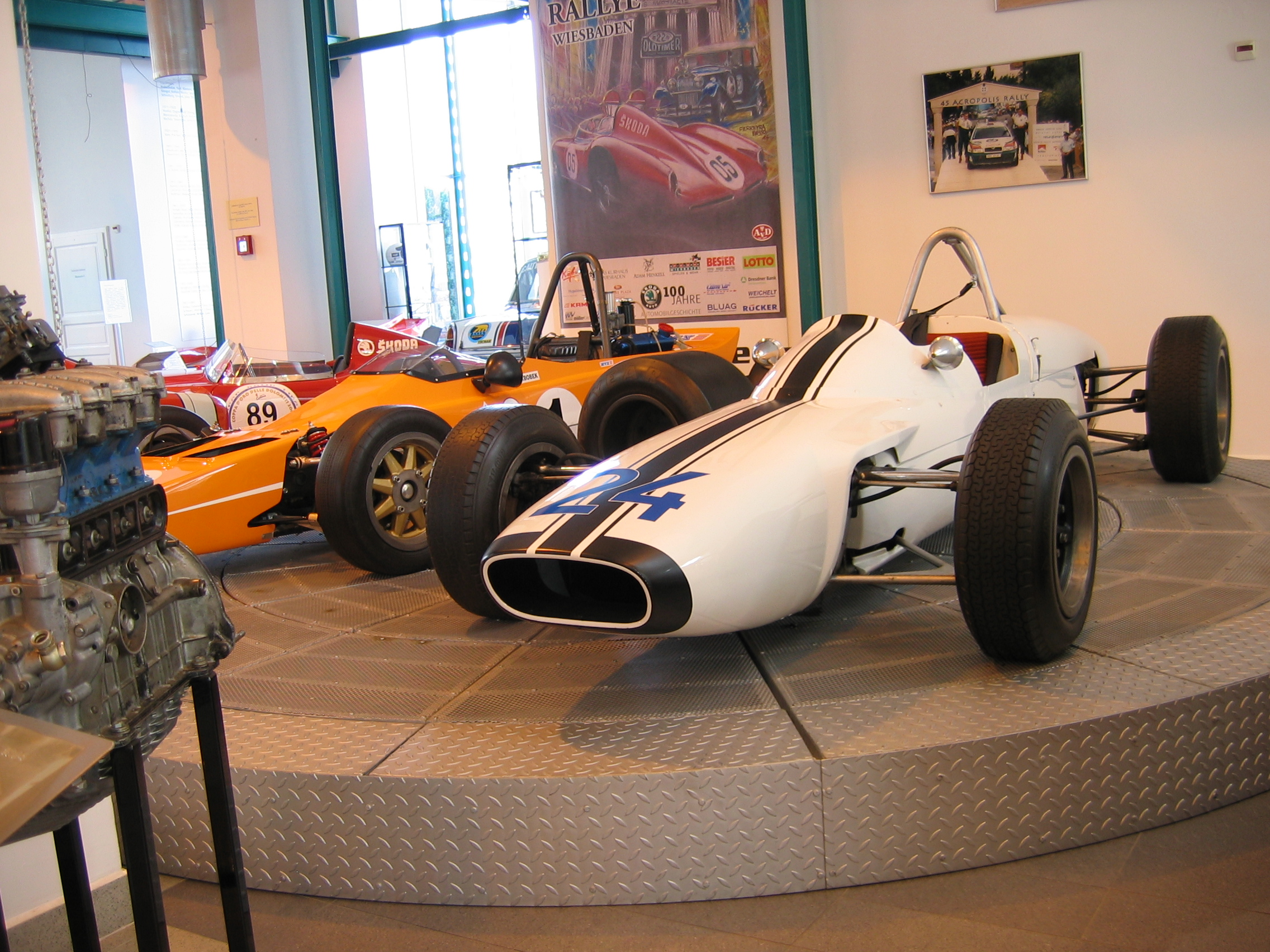
Škoda F3
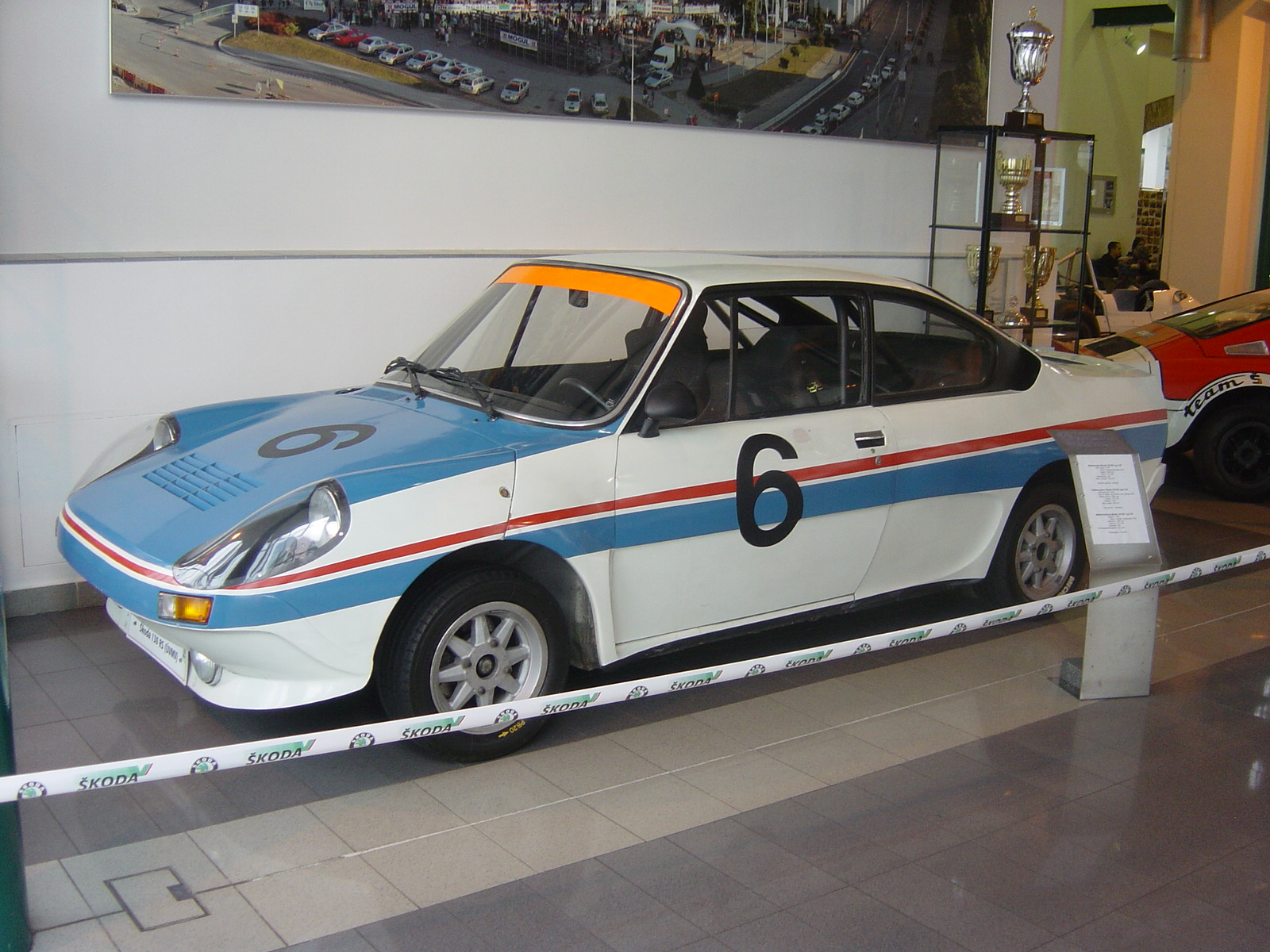
Škoda 130 RS
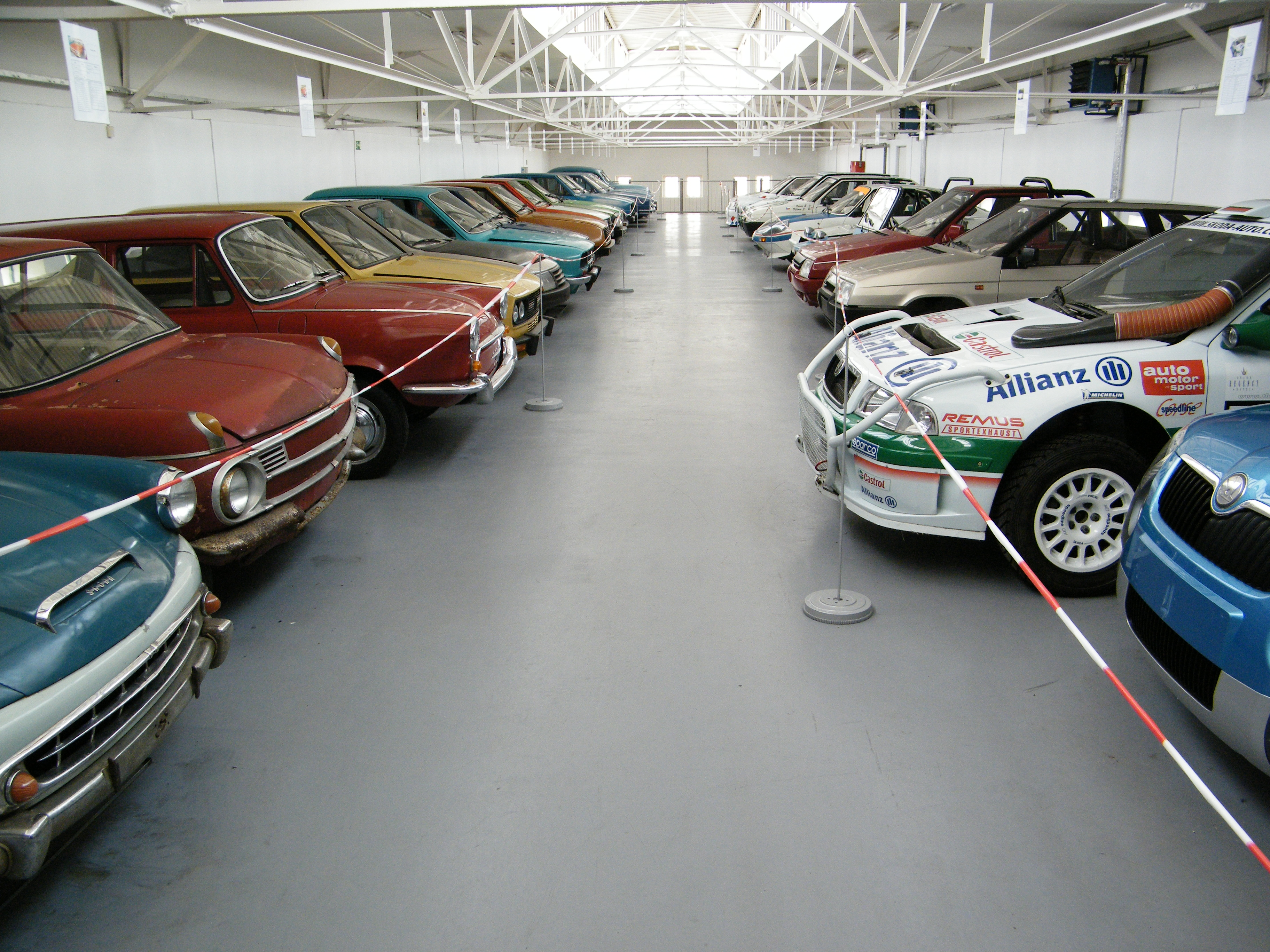
Salle des prototypes du musée
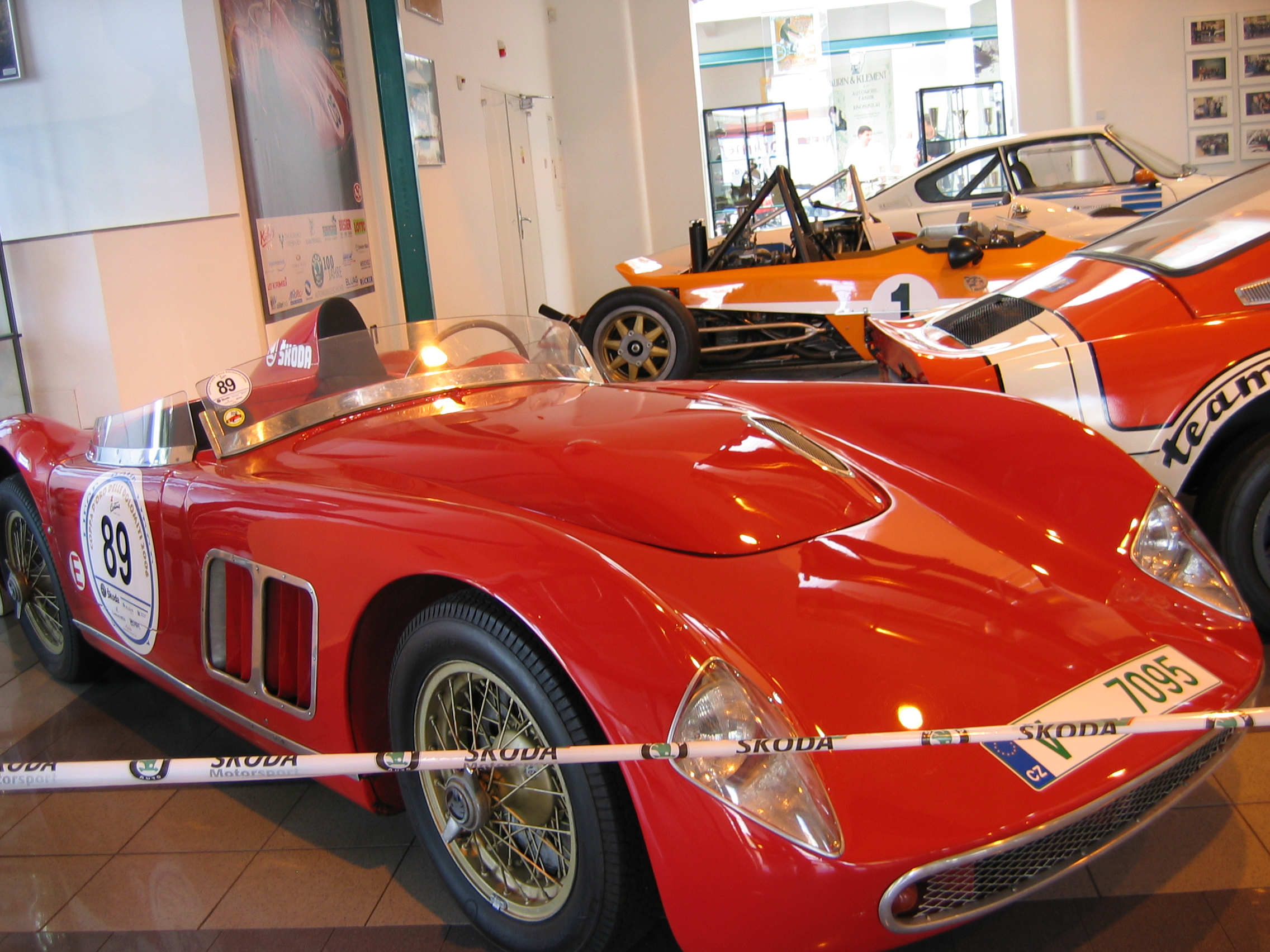
Škoda 1100 OHC

## Autres musées
- Musée Škoda à Glamsbjerg au Danemark[9] ;
- Musée Škoda à Stiebritz en Thuringe, où l'on peut voir une petite collection privée de véhicules de marque Škoda.